# 腓特烈·卡爾·奧古斯特 (利珀)
腓特烈·卡爾·奧古斯特（Friedrich Karl August，1706年1月20日—1781年7月31日），魯道夫·斐迪南之子，利珀-比斯特費爾德伯爵。獲紅鷹勳章騎士。
腓特烈·卡爾·奧古斯特有下列孩子
- 威廉明妮（1733—1766）
- 卡爾·恩斯特（1735—1810）
- 腓特烈·威廉（1737—1803）
- 亨利·路德維希（1743—1794）
- 斐迪南·約翰（1744—1772）
- 瑪麗·芭芭拉（1744—1776）